# Zorilispe spinipennis
Zorilispe spinipennis là một loài bọ cánh cứng trong họ Cerambycidae.